# Wital Zwetau
Wital Zwetau (* 28. Januar 1988) ist ein belarussischer Biathlet.
Zwetau nahm 2008 an ersten internationalen Rennen im Rahmen des Junioren-IBU-Cups teil. Erstes Großereignis wurde die Junioren-WM 2008 in Ruhpolding, wo er im Einzel Platz 25 belegte. Im Sommer des Jahres startete er bei den Junioren-Wettkämpfen auf Skirollern bei den Sommerbiathlon-Weltmeisterschaften 2008 in der Haute-Maurienne. Im Sprint erreichte er den 12., in der Verfolgung den Elften Platz und gewann mit der belarussischen Mixed-Staffel die Bronzemedaille. 2009 startete Zwetau in Canmore erneut bei den Junioren-Weltmeisterschaften und wurde in Kanada 25. des Einzels, Achter im Sprint, 21. der Verfolgung. Mit Sergei Rutsewitsch, Uladsimir Tschapelin und Wladimir Alenischko gewann er im Staffelwettkampf erneut Bronze. Zum dritten Mal innerhalb eines halben Jahres gewann der Belarusse mit der Staffel in Ufa bei den Junioren-Europameisterschaften in der WM-Besetzung die Bronzemedaille. Zudem wurde er Siebter des Einzels, Sechster des Sprints und Zehnter im Verfolgungsrennen. Zum Auftakt der Saison 2009/10 im IBU-Cup debütierte Zwetau in Idre in dieser Rennserie und wurde 44. eines Sprintrennens. Erste Punkte gewann er als 33. eines Einzels in Ridnaun. In Antholz konnte er 2010 im Biathlon-Weltcup debütieren. Nachdem er zunächst im Einzel den 60. Platz belegte, erreichte er als 43. des Sprints gleich das Verfolgungsrennen, in dem er als 36. erstmals Weltcuppunkte gewann.

## Platzierungen im Biathlon-Weltcup
Die Tabelle zeigt alle Platzierungen (je nach Austragungsjahr einschließlich Olympische Spiele und Weltmeisterschaften).
- 1.–3. Platz: Anzahl der Podiumsplatzierungen
- Top 10: Anzahl der Platzierungen unter den ersten zehn (einschließlich Podium)
- Punkteränge: Anzahl der Platzierungen innerhalb der Punkteränge (einschließlich Podium und Top 10)
- Starts: Anzahl gelaufener Rennen in der jeweiligen Disziplin
- Staffel: inklusive Mixed- und Single-Mixed-Staffeln

| Platzierung         | Einzel | Sprint | Verfolgung | Massenstart | Staffel | Gesamt |
| ------------------- | ------ | ------ | ---------- | ----------- | ------- | ------ |
| 1. Platz            |        |        |            |             |         |        |
| 2. Platz            |        |        |            |             |         |        |
| 3. Platz            |        |        |            |             |         |        |
| Top 10              |        |        |            |             |         |        |
| Punkteränge         |        |        | 1          |             |         | 1      |
| Starts              | 1      | 1      | 1          |             |         | 3      |
| Stand: Karriereende |        |        |            |             |         |        |